# Howard Baker
Howard Henry Baker Jr. (Huntsville, 15 de noviembre de 1925-Huntsville, 26 de junio de 2014) fue un político y diplomático estadounidense que se desempeñó como senador de los Estados Unidos en Tennessee, líder de la minoría del Senado y luego líder de la mayoría en el Senado por el Partido Republicano. Conocido en Washington D. C., como el "Gran Conciliador", a menudo se consideraba a Baker como uno de los senadores más exitosos en términos de intermediación de compromisos, promulgación de legislación y mantenimiento de la cortesía. Baker era un conservador moderado que también fue respetado por sus colegas demócratas. Baker era de profesión abogado, egresado de la Universidad de Tennessee. Durante la Segunda Guerra Mundial, prestó servicios a la Marina de los Estados Unidos.
Baker buscó la nominación presidencial republicana en 1980, pero se retiró después de la primera serie de primarias. De 1987 a 1988, se desempeñó como Jefe de Gabinete de la Casa Blanca para el presidente Ronald Reagan. De 2001 a 2005, fue el embajador de los Estados Unidos en Japón.
A principios de la década de 1970, cuando era senador, recibió sobornos de la compañía petrolera Gulf Oil.